# Regionalismo historicista en Andalucía
El regionalismo historicista fue un movimiento arquitectónico que se dio en Andalucía a finales del siglo XIX y principios del siglo XX hasta el inicio de la guerra civil.
La arquitectura andaluza desde principios del siglo XX hasta el estallido de la Guerra Civil, se desenvolvió dentro de los cauces de un auténtico tradicionalismo estético que primero giró en torno a la perpetuación de los historicismos decimonónicos y más tarde tuvo su fundamento en el ideario regionalista, salvo algunas importantes actuaciones de influencia modernista (Art Nouveau). La arquitectura andaluza en esa época vivió preocupada por la recuperación de un pasado artístico, especialmente el mudéjar y el barroco, considerado como glorioso. En función de las provincias se desarrollaron diferentes tendencias dentro del regionalismo: en Sevilla, Córdoba y Huelva
se dio el neomudéjar, liderado fundamentalmente por arquitectos como Aníbal González, Juan Talavera y Heredia y José Espiau y Muñoz o José María Pérez Carasa, en Cádiz y Huelva el neocolonialismo y en las provincias de Almería, Granada, Málaga y Jaén el historicismo ecléctico.

## Características
Este movimiento sigue las tendencias de otras épocas creando edificios neomudéjares, neogóticos, neoclasicistas o neobarrocos pero empleando materiales autóctonos como el ladrillo, la yesería o la cerámica y azulejería trianera.

## Principales representantes y construcciones

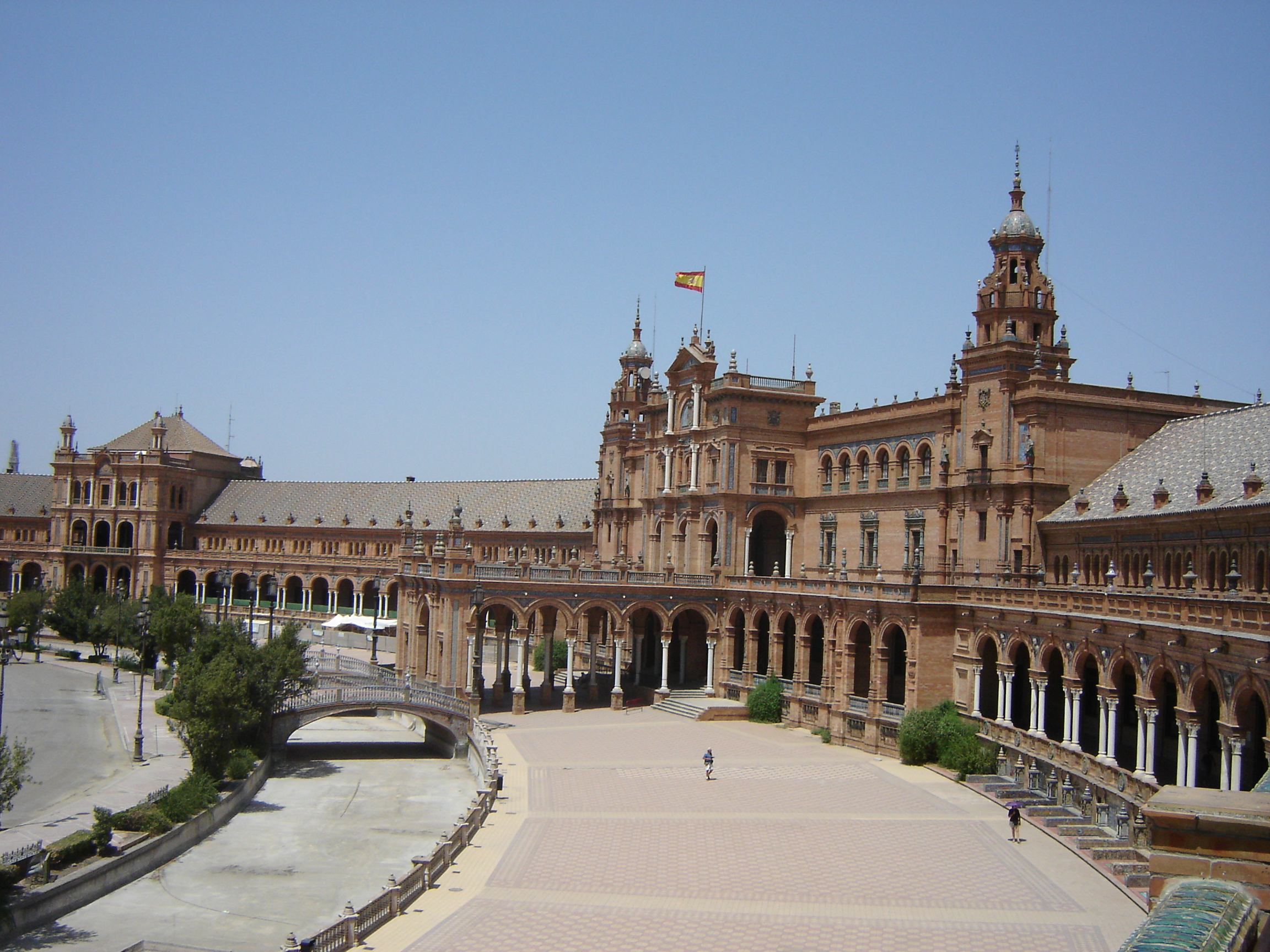
Plaza de España de Sevilla, obra cumbre del Regionalismo Historicista.

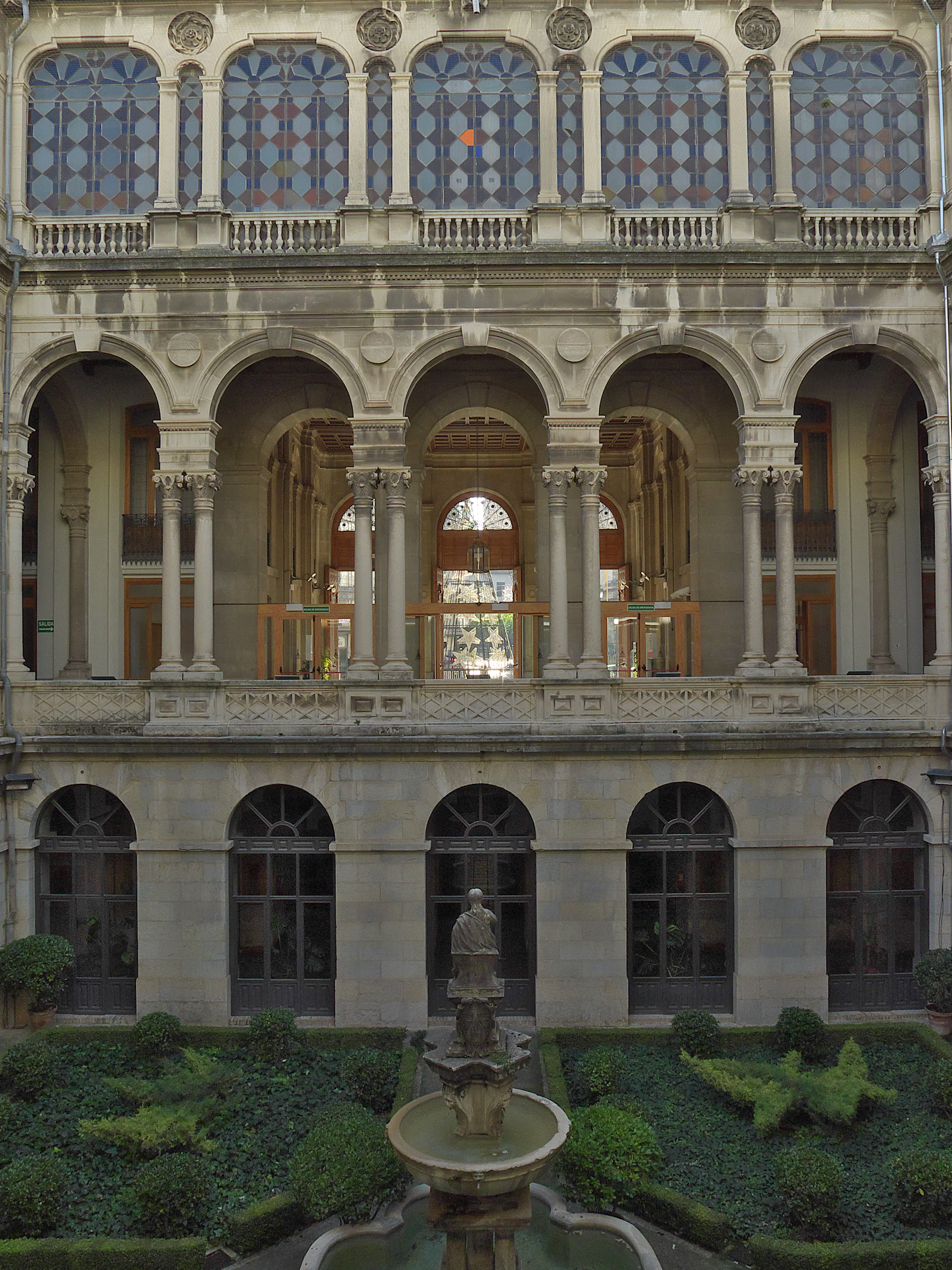
Palacio Provincial de Jaén

Uno de sus mayores representantes fue Aníbal González que construyó edificios emblemáticos de este estilo como:
- El Pabellón Mudéjar
- La Capillita del Carmen
- El Pabellón Real
- El Museo Arqueológico de Sevilla
- La Plaza de España[4][5]
- El Gallo Azul

Otro personaje importante de este movimiento fue el también sevillano Torcuato Luca de Tena y Álvarez Ossorio (pariente de Aníbal), gracias a que ayudó a estos arquitectos.

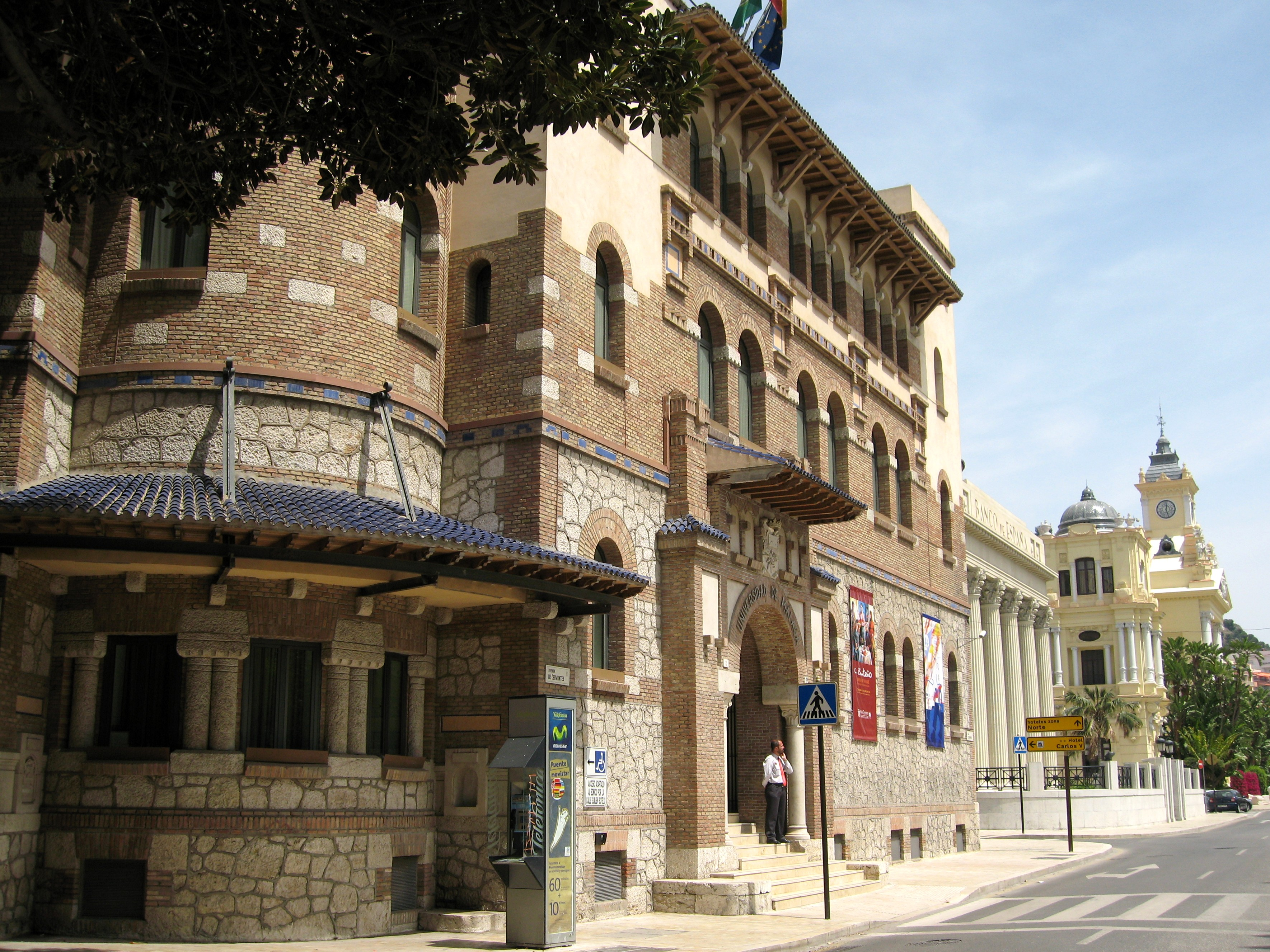
Correos y Telégrafos de Málaga, al fondo, el Ayuntamiento.

En la ciudad de Málaga se construyeron en este estilo numerosas villas en los barrios burgueses de El Limonar y La Caleta y conjuntos urbanos como la Colonia Santa Inés. Entre los edificios munumentales historicistas destacan:
- El Mercado de Atarazanas, de Joaquín de Rucoba y Octavio de Toledo: de estilo neoárabe con elementos nazaríes y califales, se construyó a partir de la conservación de un arco de las antiguas atarazanas musulmanas.
- La Plaza de Toros de la Malagueta, de Joaquín de Rucoba y Octavio de Toledo, de estética clasicista y mudéjar.
- El Casa de Correos y Telégrafos, de Teodoro de Anasagasti y Algán: de estilo neomudéjar.
- El Palacio Consistorial, de Manuel Rivera Vera y Fernando Guerrero Strachan: de estilo neobarroco aunque también con algunos elementos modernistas.